# Weinen, Klagen, Sorgen, Zagen
Weinen, Klagen, Sorgen, Zagen (in tedesco, "Pianto, lamento, preoccupazione, timore") BWV 12 è una cantata di Johann Sebastian Bach.

## Storia
La cantata venne composta da Bach durante la sua permanenza a Weimar (1708-1717) per la terza domenica dopo Pasqua e fu eseguita il 22 aprile 1714. Riarrangiata, venne successivamente eseguita a Lipsia il 30 aprile 1724. Il testo è basato sugli Atti degli Apostoli 14: 22 per il terzo movimento, su testo di Samuel Rodigast per il settimo e su Salomon Franck per i restanti movimenti.

## Struttura
La Weinen, Klagen, Sorgen, Zagen è composta per contralto solista, tenore solista, basso solista, coro, tromba, oboe, fagotto, archi e basso continuo ed è suddivisa in sette movimenti:
1. Sinfonia.
2. Coro: Weinen, Klagen, Sorgen, Zagen, per tutti.
3. Recitativo: Wir müssen durch viel Trübsal, per contralto, violini, viole e continuo.
4. Aria: Kreuz und Kronen sind verbunden, per contralto, oboe e continuo.
5. Aria: Ich folge Christo nach, per basso, violini e continuo.
6. Aria: Sei getreu, alle Pein, per tenore, tromba e continuo.
7. Corale: Was Gott tut, das ist wohlgetan, per tutti.

Questa cantata è una delle pochissime di Bach aperta da un movimento totalmente orchestrale. Inoltre, il compositore riarrangiò il primo coro per il crucifixus della sua Messa in Si minore BWV 232.